# Francisco Ramírez Medina
Francisco Ramírez Medina (n. 1828) fungió como Presidente de la República de Puerto Rico durante el periodo de sublevación contra el gobierno colonial Español de Puerto Rico conocido como El Grito de Lares.

## El Grito de Lares
La historia tiene poco que decir sobre Ramírez Medina y su vida personal, lo que se conoce sin embargo, es que era un ferviente creyente en el movimiento independentista de Puerto Rico. El movimiento fue iniciado y planificado inicialmente por Ramón Emeterio Betances y Segundo Ruiz Belvis contra el Gobierno de España, que entonces gobernaba la isla. Manuel Rojas, Mariana Bracetti y Matías Brugman se unió a ellos mediante la formación de células revolucionarias en la isla. Francisco Ramírez Medina, entre otros, también se unió al movimiento.

## Declaración de la independencia
El 23 de septiembre de 1868, Manuel Rojas y sus hombres del Ejército de Liberación Nacional capturaron la ciudad de Lares. Este acontecimiento se conoció como "El Grito de Lares". Después de esta victoria, Manuel Rojas, junto a sus hombres, declaró a Puerto Rico una república libre y a los funcionarios designados por el Gobierno como sigue:
- Francisco Ramírez Medina, Presidente
- Aurelio Méndez, ministro de la Gobernación
- Manuel Ramírez, ministro de Estado
- Celedonio Abril, ministro de Hacienda
- Federico Valencia, ministro de Guerra
- Clemente Millán, ministro de Justicia
- Bernabé Pol, secretario
- Manuel Rojas, Comandante en Jefe del Ejército de Liberación

Como el presidente del Gobierno provisional de la República de Puerto Rico, Ramírez Medina primer acto oficial fue la proclamación de la abolición del sistema de la libreta. El sistema de la libreta, exige que cada trabajador lleve en su persona un bloc de notas que se indica el tipo de trabajo que la persona, que hace y para quién trabaja. Cualquiera que haya estado en condiciones de trabajar y no tienen una "libreta" (cuaderno o diario) estaba sujeto a penas de prisión. También ordenó la liberación de todos los esclavos que se unieron a la lucha o se les impidió hacerlo, e instó a sus compatriotas a cumplir con su deber y liberar a Puerto Rico.

## Confrontación en San Sebastián
Las fuerzas rebeldes luego partieron a hacerse cargo de la vecina ciudad de  San Sebastián del Pepino. La milicia española, sin embargo, sorprendió al grupo con una fuerte resistencia, causando gran confusión entre los rebeldes armados que, dirigidos por Manuel Rojas, se retiraron a Lares. Tras una orden del gobernador, Julián Pavía, la milicia española pronto rodearon a los rebeldes. Todos los sobrevivientes fueron encarcelados en Arecibo. Francisco Ramírez Medina fue uno de los capturados en Las Marías, semanas después del Grito de Lares (23 de septiembre de 1868). Según fuentes histórica de San Pedro de Macoris, República Dominicana, el patriota Francisco Ramírez se exilio a esa ciudad donde posiblemente vivió el resto de su vida..

## Legado
Hay una calle en Hato Rey, Puerto Rico llamada "Presidente Ramírez" en su honor. Además se le hace reconocimiento a Don Francisco Ramírez Medina con un personaje en la obra de teatro titulada "El Grito de Lares...un momento en la historia". Esta obra fue escrita y ha sido dirigida por su mismo autor, Gerardo Lugo Segarra conocido por su nombre artístico Jerry Segarra. La obra de teatro se estrenó el 22 de septiembre de 2009 y desde entonces utiliza los escenarios reales en donde se desarrolló el Grito de Lares como lo fueron: la plaza de La Revolución, la Casa Alcaldía, el templo de la Iglesia Católica y las calles alrededor de la plaza en Lares, Puerto Rico.